# Liga Nacional de Nueva Zelanda 1978
La Liga Nacional de Nueva Zelanda 1978 fue la novena edición de la antigua primera división del país. El Christchurch United obtuvo el título al poseer mayor diferencia de gol, luego de igualar en puntos con el University-Mount Wellington.

## Ascensos y descensos
| Pos | de la Liga Nacional |
| --- | ------------------- |
| 10º | New Brighton AFC    |
| 11º | Dunedin City        |
| 12º | Caversham AFC       |

| Pos | de la Northern League |
| --- | --------------------- |
| 1º  | Courier Rangers       |

| Pos | de la Central League |
| --- | -------------------- |
| 1º  | Waterside            |

| Pos | de la Southern League |
| --- | --------------------- |
| 1º  | Woolston WMC          |

## Equipos participantes
| Equipo                      | Ciudad       | Liga            |
| --------------------------- | ------------ | --------------- |
| University-Mount Wellington | Auckland     | Northern League |
| Blockhouse Bay              | Auckland     | Northern League |
| Courier Rangers             | Auckland     | Northern League |
| Eastern Suburbs             | Auckland     | Northern League |
| North Shore United          | North Shore  | Northern League |
| Hamilton                    | Hamilton     | Northern League |
| Stop Out                    | Lower Hutt   | Central League  |
| Nelson United               | Nelson       | Central League  |
| Waterside                   | Wellington   | Central League  |
| Wellington Diamond United   | Wellington   | Central League  |
| Christchurch United         | Christchurch | Southern League |
| Woolston WMC                | Christchurch | Southern League |

## Clasificación
| Pos | Equipo                      | PJ | G  | E | P  | GF | GC | Dif | Pts |
| --- | --------------------------- | -- | -- | - | -- | -- | -- | --- | --- |
| 1   | Christchurch United         | 22 | 13 | 6 | 3  | 45 | 16 | 29  | 32  |
| 2   | University-Mount Wellington | 22 | 14 | 4 | 4  | 40 | 26 | 14  | 32  |
| 3   | Blockhouse Bay              | 22 | 10 | 8 | 4  | 38 | 28 | 10  | 28  |
| 4   | Eastern Suburbs             | 22 | 12 | 3 | 7  | 46 | 24 | 22  | 27  |
| 5   | Courier Rangers             | 22 | 9  | 5 | 8  | 25 | 19 | 6   | 23  |
| 6   | North Shore United          | 22 | 7  | 8 | 7  | 39 | 36 | 3   | 22  |
| 7   | Nelson United               | 22 | 7  | 8 | 7  | 23 | 34 | -11 | 22  |
| 8   | Stop Out                    | 22 | 6  | 7 | 9  | 26 | 31 | -5  | 19  |
| 9   | Wellington Diamond United   | 22 | 6  | 5 | 11 | 27 | 45 | -18 | 17  |
| 10  | Hamilton                    | 22 | 7  | 2 | 13 | 33 | 43 | -10 | 16  |
| 11  | Waterside                   | 22 | 6  | 2 | 14 | 24 | 44 | -20 | 14  |
| 12  | Woolston WMC                | 22 | 4  | 4 | 14 | 18 | 38 | -20 | 12  |

J: partidos jugados; G: partidos ganados; E: partidos empatados; P: partidos perdidos; GF: goles a favor;
 GC: goles en contra; DG: diferencia de goles; Pts: puntos
|  | Desafiliación para la próxima temporada |

| Bandera de Nueva Zelanda             |
| Campeón North Shore United 1º título |